# الفقهاء السبعة
فقهاء المدينة هم سبعة من كبار التابعين الذي انتهى إليهم العلم والفتوى في المدينة المنورة. ويسمّون بالفقهاء السبعة.
وهم الفقهاء الذين اتخذهم عمر بن عبد العزيز مستشارين له فيما يعرض عليه من أمور عندما كان والياً على المدينة.
وقد ذكرهم ابن القيم في كتابه «إعلام الموقعين» فقال:
وجمعهم الناظم في قوله:
وقال آخر: